# Per Kristian Hunder
Per Kristian Hunder (Lillehammer, 28 april 1989) is een Noorse Freestyleskiër. Hij heeft in zijn carrière enkele belangrijke wedstrijden gewonnen, waaronder de X Games. Hunder is gespecialiseerd in het freestyleskiën.
Hij overleefde in april 2009 tijdens de Jon Olsson Invitational een ongeluk waarbij hij zijn nek brak.

## Films
Hunder heeft in een aantal skifilms gespeeld:
- Eyes wide open
- Get lucky
- Wellfare